# Ectoedemia alexandria
Ectoedemia alexandria je moljac iz porodice Nepticulidae. Opisao ga je Scoble 1983. Raširen je na jugu Afrike, provincija Cape.
Larve se hrane na pasjakovki vrste Scutia myrtina, a isto vrijedi i za larve vrste Ectoedemia myrtinaecola koja je otkrivena iste godine i leptira Ascotis selenaria reciprocaria.